# Anjatan Baru
Anjatan Baru is een bestuurslaag in het regentschap Indramayu van de provincie West-Java, Indonesië. Anjatan Baru telt 6547 inwoners (volkstelling 2010).